# Понтедассіо
Понтедассіо (італ. Pontedassio, ліг. O Pontedasce) — муніципалітет в Італії, у регіоні Лігурія,  провінція Імперія.
Понтедассіо розташоване на відстані близько 430 км на північний захід від Рима, 95 км на південний захід від Генуї, 6 км на північ від Імперії.
Населення — 2349 осіб (2014).

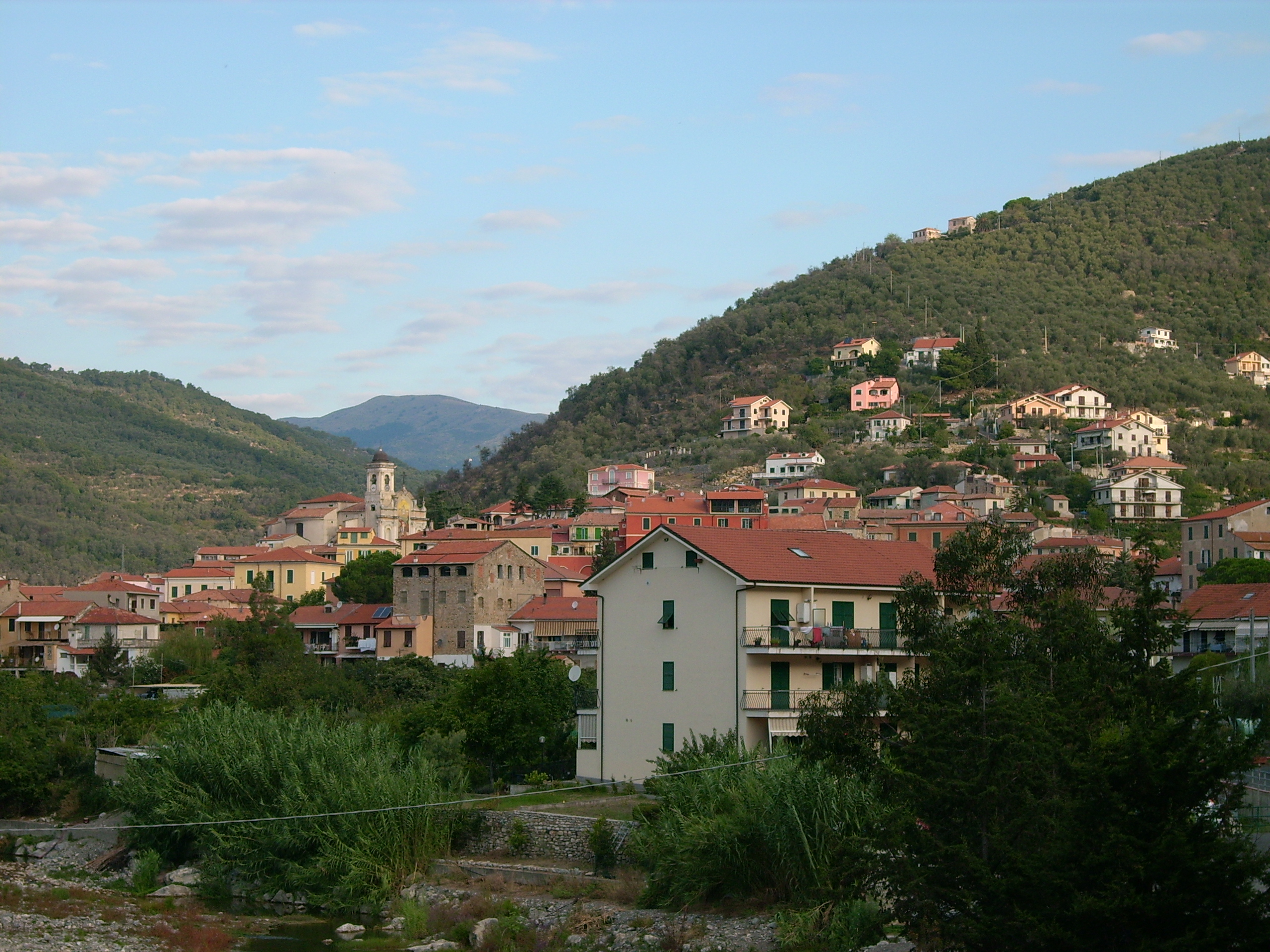

Щорічний фестиваль відбувається 20 липня. Покровитель — Santa Margherita d'Antiochia.

## Демографія
Населення за роками:

Станом на 1 січня 2023 року в муніципалітеті офіційно проживало 320 іноземців з 30 країн, серед них 51 громадянин країн Євросоюзу та 2 громадяни України.

## Сусідні муніципалітети
- К'юзаніко
- Кьюзавеккія
- Діано-Арентіно
- Імперія
- Лучинаско
- Вазія